# Suma Indijanci
Suma (Sume, Suna, Zuma), pleme američkih Indijanaca naseljeno u 17. i 18. stoljeću preko područja što se prostire od današnjeg El Pasa zapadno kroz sjeverozapadnu Chihuahuu i sjeveroistočnu Sonoru. Svoju populaciju brzo gube i ulaze na razne španjolske misije blizu El Pasa i Casas Grandesa. nešto ih je još preživjelo u ranom 19. stoljeću južno od El Pasa, a znatan dio ih je apsorbiran od raznih apačkih bandi. 

## Vanjske poveznice
- Suma Indians